# Enchelyurus kraussii
Espèce
Statut de conservation UICN

 LC  : Préoccupation mineure
Enchelyurus kraussii est une espèce de poissons marins de la sous-famille des Blenniinae (famille des Blenniidae).

## Description
Enchelyurus kraussii peut mesurer jusqu'à 45 mm, queue non comprise.

## Répartition

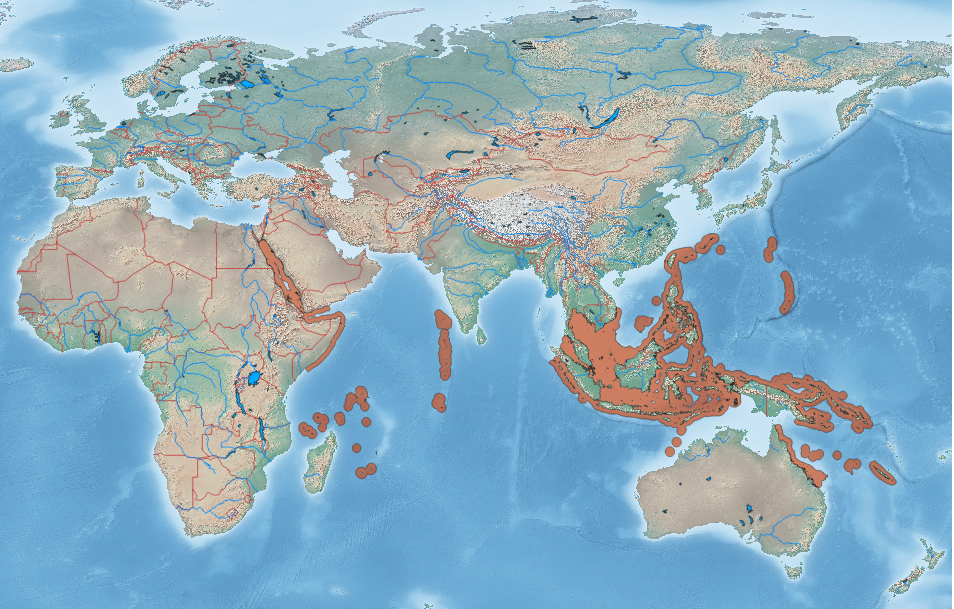
Aire de répartition de Enchelyurus kraussii selon l'UICN (2025).

Ce poisson se rencontre depuis la mer Rouge, dans l'océan Indien et dans le Pacifique ouest. Il est présent depuis la surface et jusqu'à 7 m de profondeur.

## Systématique
Le nom valide complet (avec auteur) de ce taxon est Enchelyurus kraussii (Klunzinger, 1871),.
L'espèce a été initialement classée dans le genre Petroscirtes sous le protonyme Petroscirtes kraussii Klunzinger, 1871.
Enchelyurus kraussii a pour synonymes :
- Enchelyurus kraussi (Klunzinger, 1871)
- Petroscirtes kraussii Klunzinger, 1871

### Étymologie
Son épithète spécifique, kraussii, lui a été donnée en l'honneur du botaniste allemand Christian von Krauss (d) (1812-1890), directeur du Royal Natural History Cabinet à Stuttgart.

### Publication originale
- (de) C. B. Klunzinger, « Synopsis der Fische des Rothen Meeres », Verhandlungen der kaiserlich-königlichen zoologisch-botanischen Gesellschaft in Wien, Vienne, Inconnu, vol. 21,‎ 1871, p. 441-688 (ISSN 1025-4749, OCLC 5017366, DOI 10.5962/BHL.TITLE.1148, lire en ligne).